# Karoline Krüger (Schauspielerin)
Karoline Krüger, geborene Karoline Giranek, verwitwete Karoline Henisch und  Karoline Spengler (* 1753 in Dresden; † 29. November 1831 in Wien) war eine deutsche Theaterschauspielerin.

## Leben
In den Jahren 1775 bis 1777 war sie Mitglied des Theatertruppe von Johann Christian Wäser, seit 1777 Mitglied der Theatertruppe von Pasquale Bondini in Leipzig und Dresden. Krüger war von 1802 bis 1822 am Hofburgtheater in Wien engagiert und während dieser Zeit spielte sie das Fach der zärtlichen und komischen Alten.
In erster Ehe war sie mit dem Schauspieler Karl Franz Henisch (1745–1776), in zweiter Ehe mit dem Prager Theaterdirektor Franz Spengler und in dritter Ehe seit 1802 mit dem Schauspieler Karl Friedrich Krüger (1765–1828) verheiratet. Ihre Schwester Franziska Romana Koch war ebenso Schauspielerin wie ihre Tochter Anna Feodorowna Krüger.